# Acanthodelta obliqua
Acanthodelta obliqua là một loài bướm đêm trong họ Noctuidae.